# Tūshmālān
Tūshmālān (persiska: توشملان) är en ort i Iran.   Den ligger i provinsen Kermanshah, i den nordvästra delen av landet, 400 km väster om huvudstaden Teheran. Tūshmālān ligger 1 802 meter över havet och antalet invånare är 234.
Terrängen runt Tūshmālān är kuperad åt sydost, men åt nordväst är den bergig. Terrängen runt Tūshmālān sluttar söderut. Runt Tūshmālān är det ganska tätbefolkat, med 124 invånare per kvadratkilometer. Närmaste större samhälle är Kangāvar, 18,3 km öster om Tūshmālān. Trakten runt Tūshmālān består i huvudsak av gräsmarker.